# Стадион Тибор Сентмарјаји
Стадион Тибор Сентмарјаји (мађ. Szentmarjay Tibor Stadion), је вишенаменски стадион у Егеру, Мађарска и налази се на Стадионском путу бр. 8, домаћин је фудбалском клубу ФК Егер и има капацитет од 6.000 гледалаца.
Стадион је зграђен је 1954. године. Своје име стадион је добио по Сентмарјаји Тибору (Szentmarjay Tibor), фудбалеру, педесетих година двадесетог века и тренеру ФК Егер у шесдесетим годинама прошлог века. Стадион је званично добио његово име 2011. године

## Историја
Тада, 1954. године новоизграђени стадион је назва Градски стадион. Стадион је отворен у августу исте године утакмицом ФК Егра против ФК Озда, уз присуство 15.000 гледалаца Егер је победио са 1−0. 
У лето 2012. године Мађарски савез је одлучио да ФК Егер своје прволигашке утакмице, домаћинство, мора да игра у Дебрецину на Стадион Олах Габор ут, зато што стадион није задовољавао услове прволигашког такмичења. После тога клуб је започео са обновом стадиона где је добио данашњи изглед. Током 2013. године су инсталирали и рефлекторе.